# 2-eptanone
Il 2-eptanone è un chetone. Ha formula bruta C7H14O; presenta una catena di 7 atomi di carbonio, il secondo dei quali è legato, mediante un doppio legame, ad un atomo di ossigeno. È un liquido incolore, simile all'acqua, con un odore fruttato simile a quello di banana.
Il 2-eptanone viene secreto dalle ghiandole mandibolari delle api operaie come feromone d'allarme.
Il 2-eptanone è elencato dalla FDA come "additivo alimentare autorizzato per aggiunta diretta al cibo destinato al consumo umano" (21 CFR 172.515) e si presenta naturalmente in alcuni alimenti (ad es. birra, pane bianco, burro, formaggi vari e patate patatine fritte).
È stato studiato il meccanismo d'azione del 2-eptanone come feromone nei recettori degli odori nei roditori. Il 2-eptanone è presente nelle urine di ratti stressati e si crede che sia usato come mezzo per allertare altri ratti. Alcune specie di vermi sono attratte dal 2-eptanone e i batteri possono usarlo come mezzo di partenogenesi. È stato anche scoperto che il 2-eptanone viene escreto dalle api da miele quando mordono piccoli parassiti all'interno della colonia come larve di falene e Varroa destructor. Sebbene si credesse storicamente un feromone di allarme, il 2-eptanone ha dimostrato di agire come anestetico sui parassiti, consentendo all'ape di miele di stordire il parassita ed espellerlo dall'alveare. Questo studio potrebbe portare all'uso del 2-eptanone come anestetico locale alternativo alla lidocaina, che sebbene ben consolidato per l'uso clinico, ha lo svantaggio di provocare reazioni allergiche in alcune persone.
Il 2-eptanone era uno dei metaboliti dell'n-eptano trovato nelle urine dei dipendenti esposti all'eptano nelle fabbriche di scarpe e pneumatici.  Ciò si verifica comunemente dall'esposizione ai plastificanti. Il 2-eptanone può essere assorbito attraverso la pelle, inalato e consumato. L'esposizione al 2-eptanone può causare irritazione a pelle/occhi, apparato respiratorio, mal di testa, vomito e nausea.